# Tier One

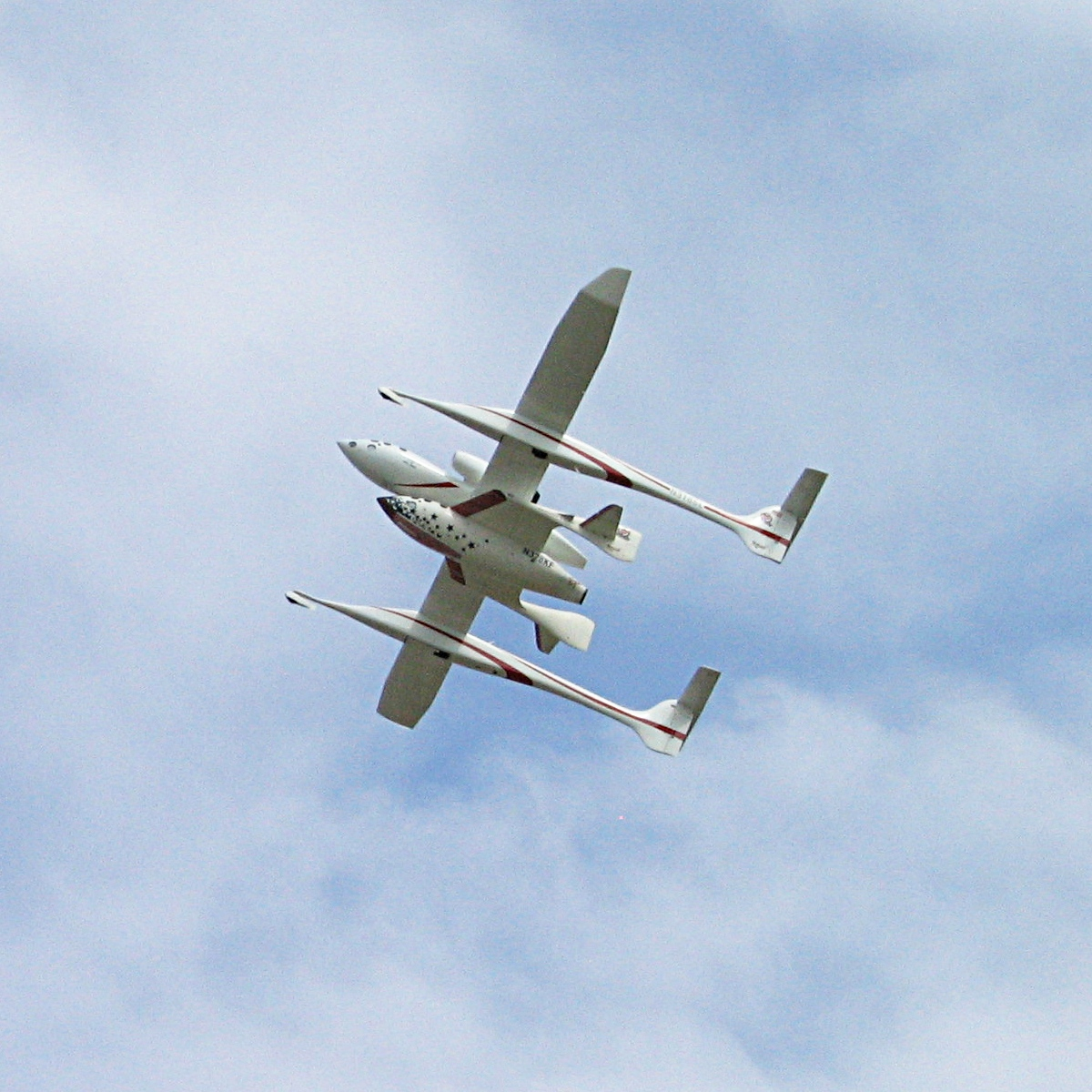
スペースシップワンとホワイトナイト

Tier One（英語: Scaled Composites Tier One）は、スケールド・コンポジッツが1990年代から2004年に行った軌道飛行による有人宇宙飛行プログラムである。再利用可能な宇宙船スペースシップワンとそのランチャーであるホワイトナイトはバート・ルータンによって設計され、プロジェクトはポール・アレンによって2000万米ドルの資金提供を受けた。 2004年には、最初の民間資金による有人宇宙飛行を行い、最初の非政府再利用可能な有人宇宙船で1,000万米ドルのAnsari X Prizeを受賞した。
プロジェクトの目的は、低コストで宇宙への日常的なアクセスのための技術を開発することでした。スペースシップワン自体は有料の乗客を運ぶことを目的としていませんでしたが、宇宙旅行で商業的スピンオフをするためにモハーヴェ・エアロスペース・ベンチャーズという会社が設立され、プロジェクトのすべての知的財産を所有、管理している。

## 設計

### プログラムコンポーネント
Tier Oneの設計コンセプトは、3人のパイロット宇宙船をハイブリッドロケットモーターを使用して空中発射し高度100 km (62 mi)をわずかに超える高度まで上昇し、その後、滑走路に水平に着陸し帰還する。
- スケールド・コンポジッツのプログラムコンポーネント一覧
  - 打ち上げ機 (ホワイトナイト)
  - 3人乗りの有人宇宙船 (スペースシップワン)
  - ハイブリッドロケット推進システム
  - 移動推進試験施設
  - フライトシミュレーション
  - 慣性航法装置のフライトディレクター
  - モバイルミッションコントロールセンター
  - 宇宙船システム
  - パイロットトレーニングプログラム
  - 飛行試験プログラム

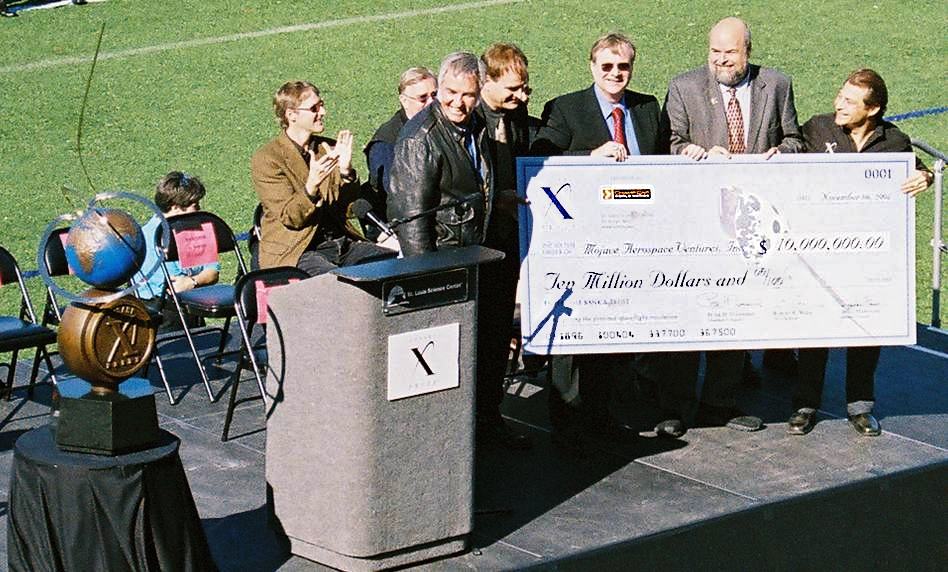
Xプライズ財団の代表者は2004年11月6日にモハーヴェ・エアロスペース・ベンチャーズのバート・ルータンとポール・アレンに1000万米ドルの賞金を贈った。
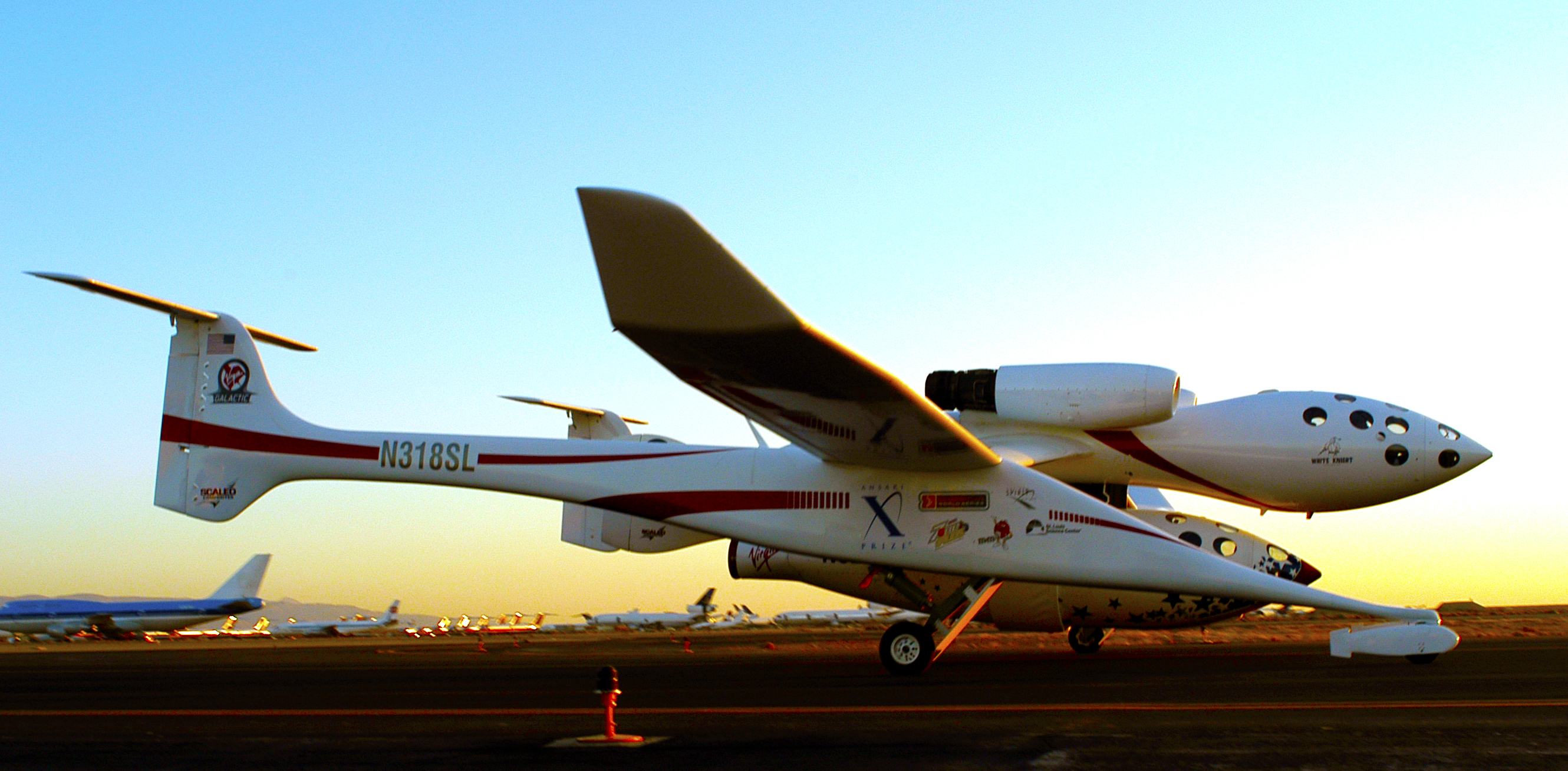
ホワイトナイトに搭載されたスペースシップワン 16P フライト前
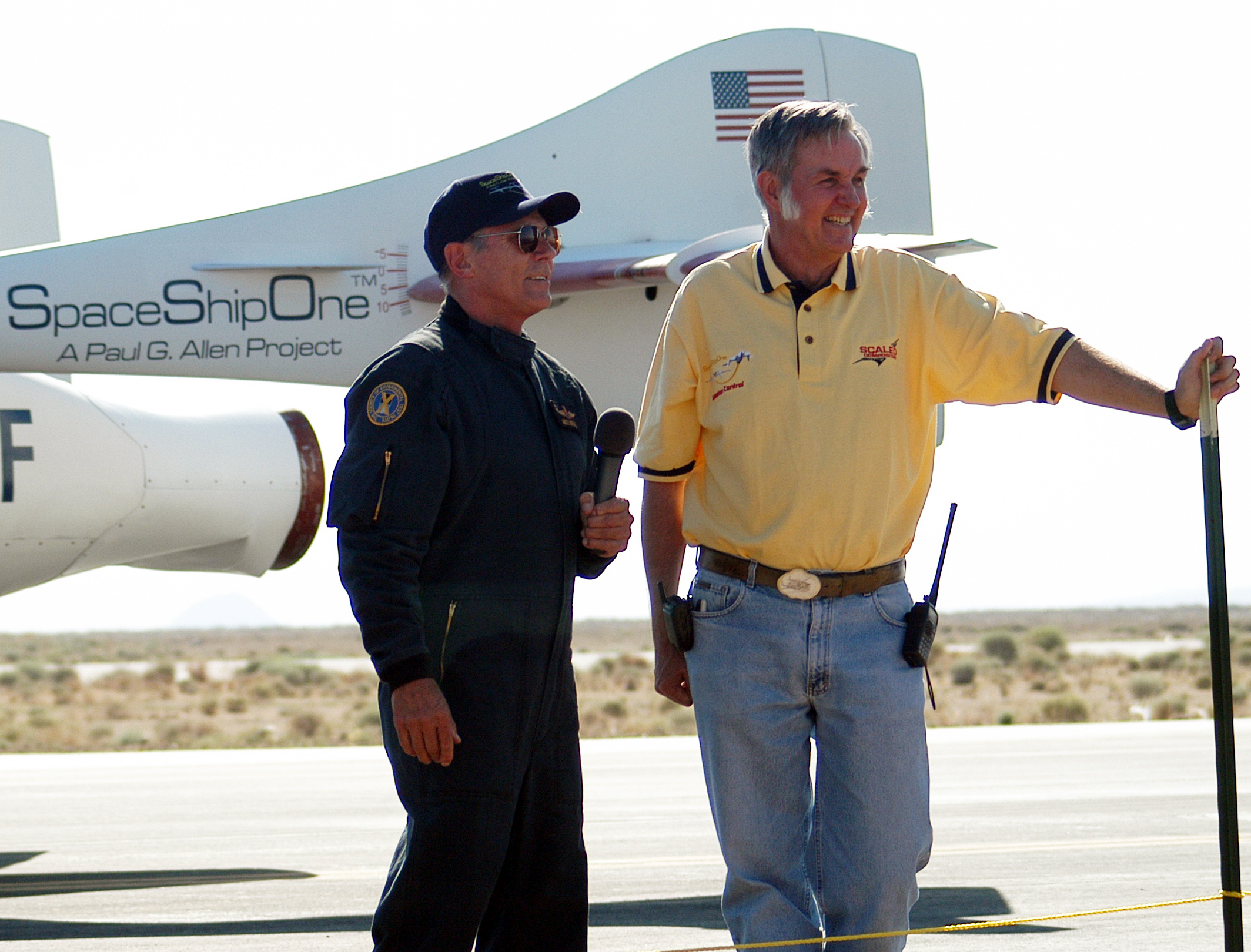
最初の宇宙飛行後にメディアに語りかけるマイク・メルヴィルとバート・ルータン

### ミッションコントロール
Tier Oneには、オフィスベースのミッションコントロールに加えて、モバイルミッションコントロールセンターがあります。これは比較的小さく、大型のロードゴーイングトラックに組み込まれている。スケールド・コンポジッツのロゴは付いているが、Tier Oneへのリンクを示す他の明白な表示はありません。車両は、サポート機能の組み合わせを実行します。
- テレメトリの監視と記録
- 電気通信
- ホワイトナイトとスペースシップワンの補助環境制御

このコントロールセンターは、ロケットモーターの地上試験とホワイトナイトおよびスペースシップワンのすべての飛行試験の両方をサポートするために使用されます。その主な機能は、テストデータを監視および記録することであり、この目的のために、コンピュータと無線通信機器が装備されています。 SpaceShipOneのアビオニクスディスプレイは、ミッションコントロールで複製されています。テレメトリデータは、データ削減システム（DRS）で受信されます。このシステムは、監視対象の航空機を指すように無線アンテナを自動的に送信します。テレメトリシステムの範囲は約280 km (170 mi) 。
コントロールセンターは、スケールド・コンポジッツのオフィス、航空機、宇宙船との通信設備。また、スタッフの温度管理された環境を維持し、ホワイトナイトのキャビンとスペースシップワンのキャビンの温度管理を行う。

### 亜酸化窒素の供給
固体燃料とは異なり、亜酸化窒素酸化剤はバルク貨物として扱われ、フィールドで宇宙船の酸化剤タンクにポンプで送られる。そのためTier Oneには、MONODS（モバイル亜酸化窒素デリバリーシステム）と呼ばれる亜酸化窒素のモバイルデリバリーシステムがある。
MONODSは、従来の方法で道路で運ぶことができるオープントレーラー上に積載する。主に6.5立方メートル (230 cu ft)のタンクで構成されており、温度制御ユニット、および温度制御ユニットに電力を供給する発電機。亜酸化窒素は、室温、圧力4.8メガパスカル (700 psi) 。MONODSは、50立方メートル (1,800 cu ft)のタンクを使用し、 −17 °C (1 °F)、2メガパスカル (290 psi) で亜酸化窒素を供給する商用サプライヤーから補充されます。MONODSは亜酸化窒素を室温まで加熱し、圧力を上げる。

### 推進試験
Tier Oneには、テストスタンドトレーラー（TST）と呼ばれる移動式推力テストスタンドがある。移動式にすることの利点は、取り付けと計装のすべての作業を格納庫で行えることである。そのため、テストサイトで行う必要があるのは、酸化剤タンク（MONODSから）を満たし、焼成を行うだけである。
テストスタンドは、宇宙船の重要な構造コンポーネントを再現します。飛行中に使用されるものと同じ酸化剤タンクと関連する付属品がある。これは、モーターテストが宇宙船構造の適切な振動、応力、および熱テストも自動的に実行することを意味する。ただし、乗務員室は再現されていない。
地上での推力試験では、実際の飛行中に高度で使用される25：1のノズルとは異なり、膨張比が10：1のロケットノズルが使用される。
テストスタンドは、推力だけでなく、コンポーネントが影響する横力と温度およびひずみも記録するように装備されている。データは、テストサイトの観察室内のコンピューターに記録される。データ取得コンピュータは、ミッションコントロールからリモート制御される。

### フライトシミュレーター
スペースシップワンのフライトシミュレーターは、シミュレータープログラムとコックピットで構成されている。
フライトシミュレータープログラムは、あらゆる状況下で、飛行のすべての段階でスペースシップワンの動作を正確にシミュレートすることを目的としている。スペースシップワンの全体的な飛行動作のモデルを作成するのではなく、数値流体力学を使用して航空機の周囲の空気をモデル化。操縦翼面の位置を考慮して、航空機に作用する空気力学、その他の力を計算します。このシミュレーションは、設計プロセス中に使用され、飛行試験のデータを使用して改良されたコンピューターモデリングに基づいている。これにより、予期しない飛行モードでも、航空機の挙動の非常に正確な画像が得られる。（これは、風洞試験なしで設計された最初で最新の航空機の1つ）。
シミュレーションコックピットは固定されているため、飛行時の平衡受容性と加速性の側面を正確に再現することはできません。ただし、ホワイトナイトは、忠実度の高い移動ベースシミュレータとして動作するように装備されています。シミュレーターのコクピットはアビオニクスを含むスペースシップワンキャビンの正確な複製です。シミュレートされているのは、パイロットだけでなく、パイロットとアビオニクスのシステムです。フライトシミュレータプログラムは、アビオニクスで使用されるセンサー入力を駆動し、市販のグラフィックソフトウェアを使用してパイロットの外観の高解像度画像を生成する12台のディスプレイコンピュータで駆動。これらの画像は、11台のモニターと1台のプロジェクタースクリーンに表示される。スティックフォースフィードバックはリアルタイムでシミュレートされない。
地上ベースのフライトシミュレーションは、パイロットトレーニングだけに使用されるわけではありません。また、地上要員の訓練、手順の開発、およびアビオニクスソフトウェアとハードウェアのテストにも使用される。

## 歴史とステータス
スケールド・コンポジッツによると、このプログラムのコンセプトは1996年4月に始まり、予備開発は1999年に始まり、完全開発は2001年4月に始まっている。ホワイトナイトが2002年8月1日に最初に飛行した後でも、最初は秘密にされていた。このプログラムは、2003年4月18日、スペースシップワンの飛行試験の準備が整ったときに一般に発表されました。その最初の飛行試験であるスペースシップワンのフライト01Cは、2003年5月20日に行われた。
数ヶ月の滑空試験の後、2003年12月17日に最初の動力飛行であるスペースシップワンのフライト11Pが行われた。その後、さらに強力なテストが行われ、高度が上昇し、2004年6月21日に最初の民間資金による有人宇宙飛行であるスペースシップワンのフライト15Pで最高潮に達した。Ansari X Prizeの競争飛行が続きました。2004年9月29日のスペースシップワンのフライト16Pと2004年10月4日のスペースシップワンのフライト17Pは成功した競争飛行であり、X Prizeを獲得した。
スケールド・コンポジッツが実行するTier Oneプログラムは、スペースシップワンミッションが終了し、ヴァージン・ギャラクティックの後継プログラムに移行した。

## 資金調達
Tier Oneの開発、建設、運用のコストは、公表されていないが、2,000万〜3,000万米ドルの範囲であると推定されており、Ansari X Prize賞の約2〜3倍の価値がある。当初は秘密だった唯一のスポンサーは、マイクロソフトの共同創設者であり、世界で48番目に裕福な人物であるポール・アレンであることが明らかになった。
2003年12月17日の啓示は、プログラムの最初の動力飛行試験と同じ日に、アレンが関与したという憶測が続いた。一部のコメンテーターは、低コストのTier Oneプログラムと高コストのスペースシャトルを相対的に比較していますが、2つのプログラムの技術的な難しさは完全に異なります。 スペースシップワンは軌道下を飛行するため、スペースシャトルの速度（マッハ3対マッハ25）、高度（ 100 km (62 mi)弾道対400 km (250 mi)軌道）に到達する必要はありません。スペースシップワンは、乗組員も少なく（3人対7人）、ペイロードも運ばなく（無視できる対25トン）、はるかに短い飛行（数分対数日）である。スペースシップワンプログラムは、シャトルよりもX-15と同等の技術的成果である。スペースシップワンプログラムとX-15予算のインフレーション調整済み比較では、3機のX-15航空機がテスト全体で約200回のテスト飛行を行ったにもかかわらず、Tier OneプログラムのコストはX-15プログラムの100分の1であることが示されている。プログラム、通常はマッハ4〜7間の超音速飛行を行う。スペースシップワンが達成した高度に近い高度に到達したのは2便だけでしたが、最高速度を達成するのではなく、特にピーク高度に到達しようとしたX-15のフライトはわずか数十便であった。一方、Tier Oneプロジェクトは、予算内でホワイトナイトの母船の建設にも費用を支払いましたが、NASAは、さまざまな種類の実験用航空機の落下試験を実行するように改造された既存のUSAFB-52爆撃機をほぼ無料で使用していた。（現在、PegasusXLの打ち上げに使用されている）。

## 公表
当初、Tier Oneは新しいプログラムを使用したスケールド・コンポジッツのポリシーと同様に秘密裏に開発された。2003年4月18日、プログラムは発表され、スペースシップワンとホワイトナイトは、550人から600人が参加したメディアに初公開された。メディアの関心が非常に高かったため、2003年4月24日の家族と友人の日として意図されていたものが2番目のメディアの日となった。
スケールド・コンポジッツは、プログラムの最初の宇宙飛行となることを目的とした最終テスト飛行であるスペースシップワンのフライト15Pを事前に発表することで再び宣伝した。モハーヴェ宇宙港に約11,000人の観客が集まり、放映もされた。テスト飛行は航空ショーとして行われ、主要な航空機と随伴機の両方が観客の前で離陸と着陸を行い、テスト飛行が成功するとお祝いの低空飛行も行われた。この飛行は技術的な成功だけでなく人気のある成功でもあり、宇宙飛行に対する国民の強い関心を刺激した。

## 将来
ドキュメンタリー「Black Sky: The Race for Space」でのインタビューの中でルータンは、Tier Oneが弾道飛行、 Tier Twoが軌道飛行、Tier Threeが地球の軌道を超える飛行（月や他の惑星への飛行を含む）を行うと述べている。同じドキュメンタリーで、彼はスペースシップワンをベースにした軌道船のデザインを展示し、スペースシップワンには、スペースシップワンの長さの約2倍のロケットが船の後部に取り付けられていた。

## 商業的側面
Tier Oneプログラムの目的は、低コストで軌道下の有人宇宙飛行の運用を実証することである。バート・ルータンがこのプロジェクトを検討し始める前は、低コスト弾道宇宙飛行の目標に対する3つの主要な障壁があった。
- 液体推進燃料の危険性とコスト（爆発する）
- 固体燃料ロケットモーターの制御不能な性質（停止することはできない）
- 大気中で燃え尽きることなく帰還することの難しさ。

Tier One自体は有料で乗客を運ぶことを意図しておらず、そうする場合は米国政府の許可が必要になる。これは技術テストベッドであり、プログラムで開発された技術が後に商用宇宙飛行で使用されることを明確に意図している。そのために、アレンとルータンは、プロジェクトの知的財産を所有し、そのすべての商業的利用を管理するモハーヴェ・エアロスペース・ベンチャーズを設立した。当初、スケールド・コンポジッツは、2013年頃までに、一般の人々が豪華クルーズとほぼ同じ価格で弾道飛行を体験できるようになるという希望を表明していた。2004年9月25日、ヴァージン・ギャラクティックとの間で、 スペースシップワンのスケールアップバージョンに基づいてヴェージンスペースシップを開発する契約が結ばれた。これらの宇宙船は、スペースシップ・カンパニーによって製造される。